# Roscoe Arbuckle
Roscoe Conkling Arbuckle, noto anche con lo pseudonimo di Fatty (Smith Center, 24 marzo 1887 – New York, 29 giugno 1933), è stato un attore, produttore cinematografico e regista statunitense nell'epoca del film muto.
La sua comicità aprì la strada a molti altri "grassoni" dell'epoca (su tutti Oliver Hardy); seppur raggiungendo una notevole fama alla fine degli anni 1910 e diventando uno degli attori più pagati del periodo insieme a Charlie Chaplin per via delle sue notevoli doti artistiche e recitative.
Il suo nome è giunto fino ai nostri giorni soprattutto per lo "scandalo Fatty Arbuckle" in cui rimase coinvolto nel 1921, venendo accusato di violenza sessuale e omicidio, accuse dalle quali venne successivamente assolto.

## Biografia

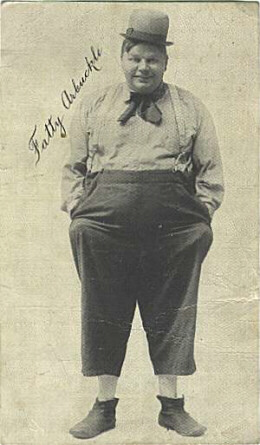
Roscoe "Fatty" Arbuckle

### Gli inizi
Roscoe, primo dei nove figli di Mollie e William Goodrich Arbuckle, 13 libbre (poco meno di 5,9 chili) alla nascita secondo l'anagrafe, all'età di un anno si trasferì con la famiglia in California. Ad otto debuttò sul palcoscenico nel ruolo di un grasso bambinetto di colore. Al 1904 risale il suo primo vero impegno artistico come raccontastorie, a 17,50 dollari la settimana, grazie al quale prese parte ad una tournée in Cina e Giappone.
Ottenne il suo primo contatto cinematografico nel 1908, ma la sua carriera non decollò e lavorò anche come garzone di un idraulico: in tale veste lo vide nel 1913 Mack Sennett che lo volle seduta stante nella sua troupe alla Keystone per 400$ la settimana, impersonando per i primi tre anni il grasso poliziotto dei Keystone Cops, per assumere, successivamente, anche ruoli da protagonista, nel ruolo di Fatty (soprannome che egli sempre odiò e adottò solo professionalmente). A fianco di Mabel Normand lavorò in Fatty's Flirtation, con Charlie Chaplin in Charlot si diverte, con Buster Keaton in Fatty macellaio, e ancora con Ford Sterling o Chester Conklin. Si trattava di filmetti comici di gran successo, in cui "Fatty" recitava la parte dell'allegro pasticcione, vero e proprio clown cinematografico.
Dal suo primo regista, Henry Lehrman, apprese i rudimenti della direzione. A dispetto della sua mole (contrattualmente il suo peso non sarebbe dovuto scendere sotto i 110 chilogrammi), Fatty era un uomo gentile e distinto anche fuori dal set e non sfruttò mai il suo peso come mero espediente per strappare facili risate, bensì la sua sorprendente agilità.

### La carriera nelle comiche

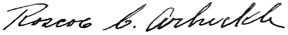
Firma di Roscoe Arbuckle

Nel 1915 diresse i suoi primi film (sfornando vari capolavori, di comicità ma anche nella messa in scena e nel montaggio) e, nel 1917, fondò una casa di produzione propria, la Comique, grazie alla quale poté esercitare il pieno controllo sulle sue pellicole. Seppe anche riconoscere i segni distintivi del vero talento in un giovane attore che scritturò, per il quale scrisse i primi soggetti e sviluppò le gag per trarne commedie comiche: Buster Keaton, al quale fu sempre legato, ricambiato, da sincera amicizia anche al di fuori del set.

### La collaborazione con Buster Keaton
Il connubio fra i due artisti, che proseguì per 15 pellicole, in cui si assisteva alle avventure di uno "smilzo" stralunato ed un "grassone" comicamente dignitoso ed irascibile ebbe un ottimo successo e fu d'ispirazione per la formazione della celeberrima coppia Stanlio e Ollio.
L'incontro fra Arbuckle e Keaton avvenne grazie a Natalie Talmadge, all'epoca segretaria di produzione di Arbuckle; questi offrì a Keaton di lavorare con lui nel cinema con un contratto di 40 dollari la settimana (all'epoca Charlie Chaplin ne guadagnava 1250 la settimana e Arbuckle addirittura 1000 al giorno). Keaton accettò ed il suo primo film fu Fatty macellaio, cui seguirono altri 14 cortometraggi tra il 1918 e il 1919, tra i quali Chiaro di luna, Il fattorino, Fatty alla festa, Il cuoco. I due diventarono presto amici, un'amicizia che durò tutta la vita; per lavorare con Arbuckle, Keaton rinunciò a un'importante parte che gli era stata offerta per una rivista a Broadway.

### Star del cinema
All'apice della sua carriera, Arbuckle fu scritturato dalla Paramount Pictures con un lauto contratto di ben 5.000 dollari a settimana (1919): in quell'occasione venne messo sui cancelli degli studios uno striscione che recitava "Paramounts welcome the Prince of Whales" ("La Paramount dà il benvenuto al principe delle balene"), giocando sull'assonanza tra Prince of Wales - principe del Galles - e whales, ovvero le balene. La festa con cui Fatty festeggiò il nuovo contratto, il 6 marzo 1919 alla taverna di Brownie Kennedy a Mishawn Manor, nei pressi di Boston, rischiò di trasformarsi in un pubblico scandalo per la presenza di dodici "party girls", pagate 1050 dollari l'una, che erano state viste attraverso la lunetta della porta fare lo spogliarello in piedi sul tavolo, avvertendo la polizia per "offesa alla decenza". I magnati del cinema presenti alla festa, Adolph Zukor, Jesse Lasky e Joseph Schenk pagarono sottobanco centomila dollari al procuratore distrettuale e al sindaco di Boston per mettere tutto a tacere.
La stella di Arbuckle nel frattempo era seconda solo a quella di Charlie Chaplin, ma di lì a poco si offuscò per non risplendere mai più.

### Lo scandalo

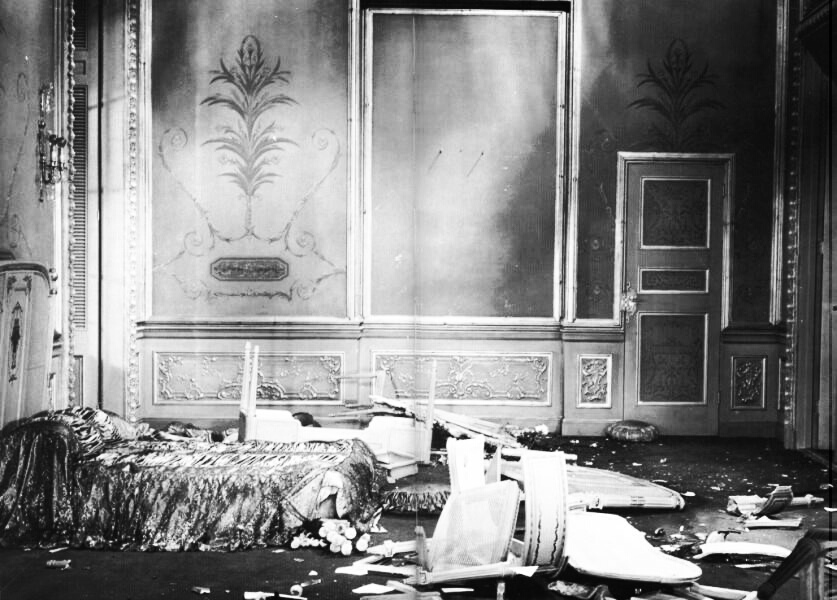
L'appartamento 1221 del St. Francis dopo la festa di Arbuckle

Per festeggiare il rinnovo del suo contratto triennale con la Paramount per la cifra stratosferica di un milione di dollari all'anno, il 3 settembre 1921, approfittando di una pausa delle riprese del film a cui stava lavorando, Roscoe si recò a San Francisco in compagnia di due amici e prese alloggio in tre appartamenti comunicanti al dodicesimo piano del St. Francis Hotel, dove organizzò il party da darsi due giorni dopo, il 5 settembre, festa del lavoro. Alla festa, a cui Fatty aveva dichiarato l'ingresso libero, parteciparono una cinquantina di persone tra cui gli amici Freddy Fishback, Lowell Sherman, Maude Delmont e la giovane attrice della Fox Virginia Rappe (ufficialmente fidanzata del regista Henry Lehrman), conosciuta da Arbuckle nella troupe di Mack Sennett.
Il party ebbe inizio, con la radio sintonizzata su una trasmissione jazz e un ampio consumo di alcol che, nonostante il proibizionismo, non mancava. In quest'atmosfera via via più licenziosa, verso le tre del pomeriggio quando la festa pareva appena incominciata, Fatty, che gironzolava in pigiama e accappatoio, prese con sé Virginia, già piuttosto ubriaca, e la portò nella camera da letto dell'appartamento 1221. Secondo la testimonianza resa poi da Maude Delmont, la festa si interruppe bruscamente quando dalla camera da letto vennero delle grida laceranti. Arbuckle si affacciò dalla porta con un risolino noncurante, col pigiama a brandelli e il cappellino di Virginia in testa, dicendo alle ragazze di andare a rivestire la donna e riportarla al Palace dove erano alloggiate poiché "fa troppo chiasso". Maude e un'amica showgirl, Alice Blake, trovarono Virginia sul letto praticamente nuda che si contorceva urlando «Muoio.. muoio.. mi ha fatto male» e a stento riuscirono a rivestirla con gli abiti ridotti in stracci. Il medico dell'hotel, che la visitò, diagnosticò un'intossicazione da miscuglio alcolico e stupefacenti; ma ciò non spiegava i dolori lancinanti al basso ventre. Fu portata all'ospedale di Pine Street dove a un'infermiera avrebbe detto: «È stato Fatty Arbuckle a ridurmi così... vi prego, fate che non la passi liscia». Morì il 9 settembre.
Ufficialmente la causa di morte non è mai stata accertata. Insospettito da una telefonata dall'ospedale, in cui si chiedevano vaghi ragguagli sull'autopsia, il vice-medico legale di San Francisco Michael Brown, si recò personalmente sul luogo, dove constatò una frenetica attività di copertura: un dottore venne sorpreso mentre si avviava all'inceneritore dell'ospedale con un barattolo contenente i resti degli organi femminili lesionati della ragazza, in cui la vescica era stata lacerata da un atto di violenza imprecisato, che aveva poi condotto al decesso per peritonite. La polizia, avvisata del fatto, avviò subito le indagini, giungendo presto a un'accusa formale per Arbuckle di violenza carnale e omicidio.

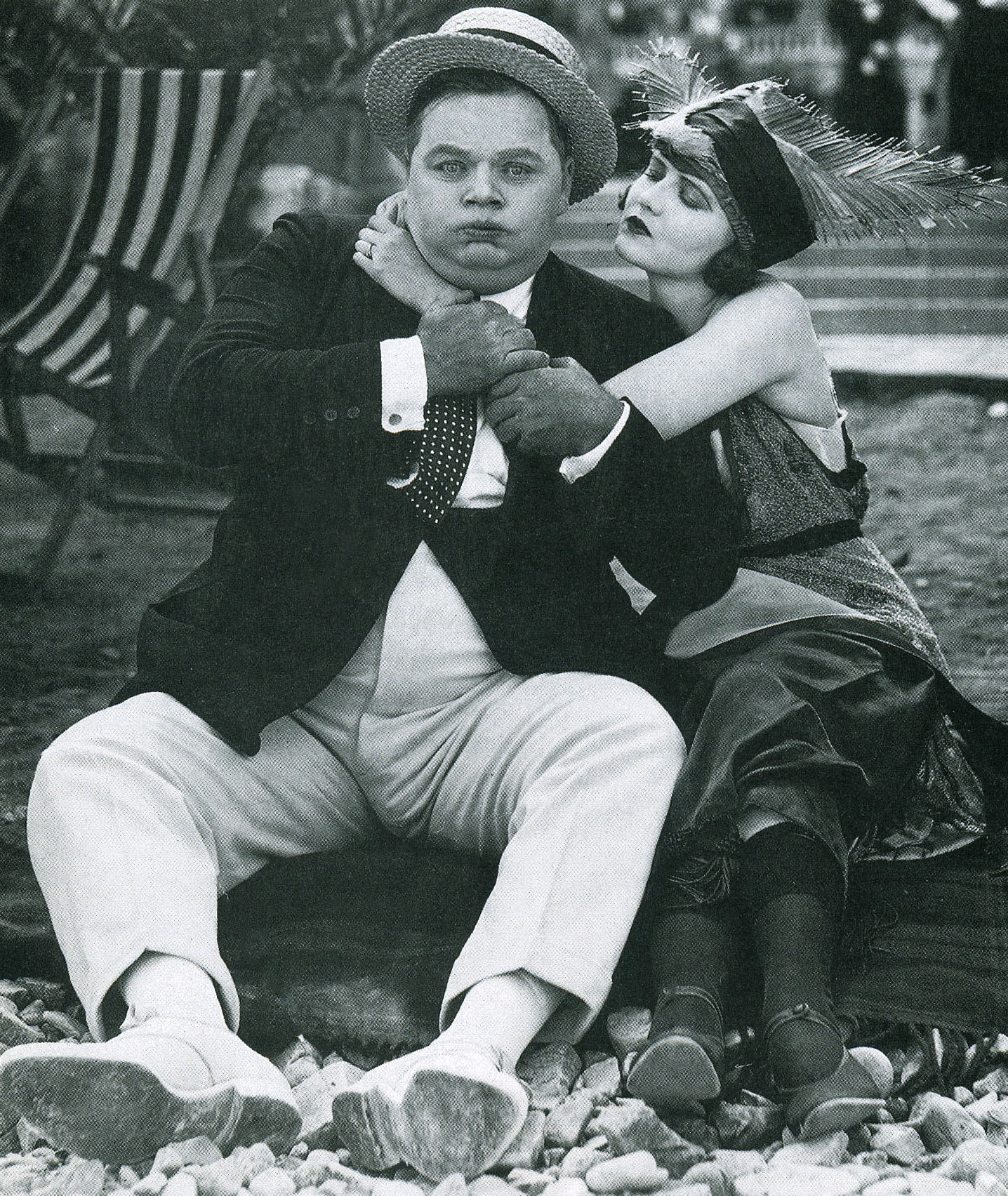
Fatty Arbuckle

La stampa fece dell'incidente uno scandalo sulla lussuriosa vita hollywoodiana. Roscoe Arbuckle venne incriminato, nonostante il patologo che esaminò il corpo della vittima non avesse rilevato segni di violenza carnale. Si scrisse di uno stupro contro natura, eseguito con una bottiglia o con una scheggia di ghiaccio, oppure di un tuffo di Fatty sulla donna, che l'avrebbe schiacciata. Lo scandalo, che prima interessò San Francisco, invocante un'esemplare punizione per il "folle maniaco sessuale hollywoodiano" che aveva infangato la città, crebbe fino a spargersi a macchia d'olio per tutto il paese.
A Hartford, nel Connecticut, un gruppo di donne vigilantes distrusse uno schermo su cui si proiettava una farsa di Arbuckle e a Thermopilis, nel Wyoming, alcuni cowboy crivellarono di colpi lo schermo durante una sua comica finale; non si contavano poi gli episodi di lancio di uova e bottiglie; tutti i film di Arbuckle vennero così ritirati. Lo scalpore fu tale che gran parte dell'opinione pubblica arrivò a costituire comitati per chiedere la pena di morte.

#### I processi

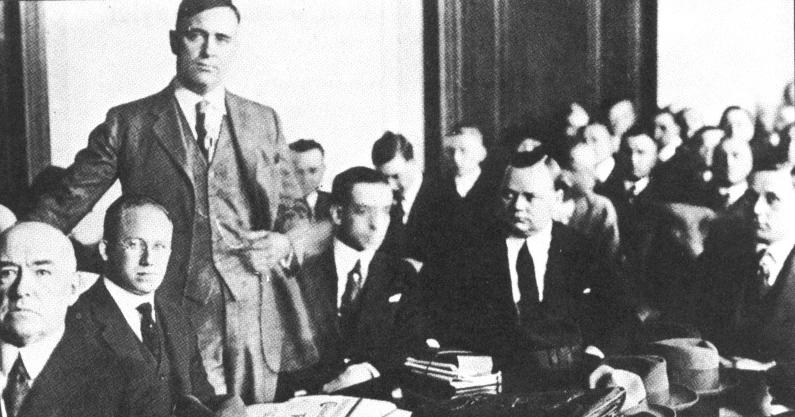
Roscoe Arbuckle al processo di San Francisco

Nel frattempo il protagonista era stato rinchiuso nel palazzo di Giustizia di Kearny Street e i suoi legali si battevano per far declassare l'accusa di omicidio di primo grado a omicidio preterintenzionale. Adolph Zukor e altri importanti personaggi di Hollywood cercarono di fare pressione sul procuratore distrettuale di San Francisco, ma senza successo, anzi creando ancora maggior clamore. Il processo si aprì a novembre. Arbuckle respinse tutte le accuse, proponendo una versione completamente diversa della scena, secondo cui egli aveva udito delle grida provenire dal bagno e vi aveva trovato la Rappe in preda a lancinanti dolori allo stomaco. L'avrebbe quindi aiutata a distendersi sul letto, prima di chiamare il medico, rimanendo solo con lei per non più di dieci minuti complessivamente.
I suoi avvocati orchestrarono inoltre una ricostruzione infangante dei costumi di Virginia Rappe, che sarebbe stata amante di numerosissimi uomini. Dopo testimonianze contrastanti la giuria assolse l'attore per dieci voti contro due, ma il processo fu invalidato per un difetto di procedura. Il secondo processo, nel febbraio del 1922, dapprima giudicò Arbuckle colpevole, ma il verdetto fu immediatamente rovesciato in assoluzione per la non unanimità della giuria; il terzo e ultimo processo, conclusosi il 12 aprile 1922, grazie alle testimonianze di circa quaranta testimoni e alla mancanza di prove materiali, lo scagionò definitivamente. Tuttavia, le conseguenze dello scandalo stroncarono la carriera dell'attore e lo provarono gravemente dal punto di vista psicologico. La Paramount annullò il suo contratto e mandò al macero tutti i suoi film non ancora distribuiti, perdendo un milione netto di dollari.
Arbuckle trovò conforto nell'amicizia con Buster Keaton, uno dei pochi artisti rimastogli fedele, l'unico ad infrangere le "direttive" dello star system di Hollywood, che vietò ai propri membri di presentarsi a qualsiasi titolo ai processi. Durante il dibattimento, Keaton descrisse l'amico come una delle anime più candide mai conosciute, esprimendo la totale certezza della sua innocenza. Gli storici cinematografici descrivono oggi la fine della carriera di Fatty come una delle più gravi tragedie di Hollywood, che spaventò a morte la colonia cinematografica e ne ritardò lo sviluppo di dieci anni.
Allo scandalo Arbuckle, seguì l'anno successivo l'assassinio del direttore della Paramount, William Desmond Taylor, col coinvolgimento di Mabel Normand e Mack Sennett; sempre nel 1923 ebbe tragica eco il caso dell'attore-regista Wallace Reid, morto per droga. Hollywood, con i suoi fasti e con l'esistenza sregolata dei suoi protagonisti, fu al centro di una campagna moralizzatrice che portò all'istituzione di un codice di decenza (Codice Hays), al quale tutti gli artisti furono invitati ad attenersi. I film di Roscoe Arbuckle furono boicottati e nessun produttore gli propose più di lavorare. Il suo primo matrimonio con Minta Durfee, sposata nel 1908, si concluse con il divorzio nel 1925. Nello stesso anno si risposò con Doris Deane, dalla quale divorziò tre anni più tardi, nel 1928.

### Gli ultimi film
Rifugiatosi nell'alcool, Arbuckle fu sostenuto, anche economicamente, da Buster Keaton che lo coinvolse nella propria attività. Roscoe ricorse allo pseudonimo di "Will B. Good" (che suona come "farò il bravo") per potersi presentare nuovamente in pubblico. In seguito scelse "William Goodrich", con cui lavorò come gangman regista di comiche. Avrebbe voluto però tornare a recitare e nel marzo del 1931 implorava dalle pagine di Photoplay: «Lasciatemi lavorare, voglio tanto tornare sullo schermo. Credo di poter dare gioia e serenità alla gente che mi verrà a vedere. Desidero soltanto questo. Se tornerò a recitare sarò grande. Se no... be' pazienza». Ma le folle lo avevano ormai abbandonato: il suo carattere divenne estremamente irascibile, rendendogli alquanto difficoltoso l'autocontrollo.
Nel 1932, poco prima del suo terzo matrimonio con Addie McPhail, Arbuckle firmò un contratto per la realizzazione di sei cortometraggi con la Warner Bros.

### Epilogo
Il 28 giugno 1933, terminato di girare l'ultimo corto previsto, gli venne proposto un contratto da protagonista in un lungometraggio in fase di allestimento, per il quale avrebbe potuto tornare a usare il proprio nome. Quella sera incontro degli amici per festeggiare il suo primo anniversario di matrimonio ed il nuovo contratto, quando, secondo le testimonianze, disse: "Questo è il giorno più bello della mia vita". La notte successiva, il 29 giugno, Roscoe Arbuckle ebbe un infarto e morì nel sonno all'età di 46 anni.
Secondo Buster Keaton fu il crepacuore la vera causa della morte dell'amico, al quale era sempre rimasto vicino anche nei momenti peggiori. Il corpo dell'attore fu cremato e le sue ceneri sparse nell'Oceano Pacifico dalla moglie.

## Omaggi e citazioni
Per anni a Hollywood si è parlato di produrre un film sulla vita di Arbuckle, ma mai nessuno ha potuto trasformare la sceneggiatura in pellicola; John Belushi prima, John Candy e Chris Farley poi, furono indicati come possibili interpreti, ma per ironia della sorte tutti e tre morirono prima di poter intraprendere il progetto.
David Yallop ha rievocato la vicenda di Arbuckle nel libro The Day the Laughter Stopped (1976), pubblicato in Italia con il titolo Quel giorno smettemmo di ridere (Napoli, Tullio Pironti, 1987). Jerry Stahl ha pubblicato una immaginaria autobiografia dell'attore, I, Fatty (2005), tradotta in Italia col titolo Io, ciccione (Milano, Mondadori, 2008).
Il gruppo punk statunitense NOFX ha dedicato ad Arbuckle la canzone I, Fatty, presente nell'album del 2012 Self Entitled.
Nel film Babylon (2022) Troy Metcalf interpreta Orville Pickwick, attore che durante una festa orgiastica ha rapporti intimi con un'attrice finita poi in overdose; l'episodio è ispirato dalla vicenda Arburckle-Rappe.

## Il personaggio di Fatty
Fatty è un ragazzo corpulento che agisce proprio in base alla sua stazza: a volte è un ragazzo gentile e pasticcione, che rischia di fracassare cose e persone, mentre in altri casi è un ragazzo coraggioso e forte che usa la sua possanza fisica per abbattere i nemici. Spesso litiga con persone come Charlot o ha amici con cui si ritrova in situazioni assurde e tragicomiche, come con Buster Keaton. Nei confronti delle ragazze Fatty è gelosissimo e questo è uno dei motori delle sue gag.

## Filmografia

### 1909-1912
- Ben's Kid, regia di Francis Boggs - cortometraggio (1909)
- Mrs. Jones' Birthday - cortometraggio (1909)
- Making It Pleasant for Him - cortometraggio (1909)
- The Sanitarium, regia di Tom Santschi - cortometraggio (1910)
- A Voice from the Deep, regia di Mack Sennett - cortometraggio (1912)

### 1913
- Safe in Jail, regia di Mack Sennett - cortometraggio (1913)
- Murphy's I.O.U., regia di Henry Lehrman - cortometraggio (1913)
- Alas! Poor Yorick!, regia di Colin Campbell - cortometraggio (1913)
- The Foreman of the Jury
- The Gangsters
- Passions, He Had Three, regia di Henry Lehrman - cortometraggio (1913)
- Help! Help! Hydrophobia!, regia di Henry Lehrman - cortometraggio
- The Waiters' Picnic
- Peeping Pete, regia di Mack Sennett - cortometraggio (1913)
- A Bandit, regia di Mack Sennett - cortometraggio (1913)
- For the Love of Mabel
- The Telltale Light
- A Noise from the Deep
- Love and Courage
- Professor Bean's Removal
- Almost a Rescue, regia di Al Christie - cortometraggio (1913)
- The Riot, regia di Mack Sennett - cortometraggio (1913)
- Mabel's New Hero
- Mabel's Dramatic Career
- The Gypsy Queen
- The Faithful Taxicab
- When Dreams Come True
- Mother's Boy
- Fatty's Day Off
- Two Old Tars
- A Quiet Little Wedding
- The Speed Kings
- Fatty at San Diego
- Wine
- Fatty Joins the Force
- The Woman Haters, regia di Henry Lehrman (1913)
- A Ride for a Bride
- Fatty's Flirtation
- His Sister's Kids
- Some Nerve
- He Would a Hunting Go

### 1914
- A Misplaced Foot
- Caught in a Flue
- The Under-Sheriff
- A Flirt's Mistake
- In the Clutches of the Gang
- Rebecca's Wedding Day
- A Robust Romeo
- Twixt Love and Fire
- Charlot entra nel cinema (A Film Johnnie), regia di George Nichols (1914)
- Charlot al ballo
- Charlot troppo galante (His Favorite Pastime)
- A Rural Demon
- Barnyard Flirtations[11]
- Chicken Chaser[11]
- A Bath House Beauty[11]
- Where Hazel Met the Villain[11]
- A Suspended Ordeal[11]
- The Water Dog[11]
- The Alarm[11]
- Our Country Cousin
- Charlot e la partita di boxe (The Knockout), regia di Mack Sennett (1914)
- Fatty and the Heiress[11]
- Fatty's Finish[11]
- Love and Bullets[11]
- A Rowboat Romance[11]
- The Sky Pirate, regia di Roscoe 'Fatty' Arbuckle e Edward Dillon (1914)[11]
- Those Happy Days[11]
- That Minstrel Man[11]
- Those Country Kids[11]
- Fatty's Gift[11]
- Charlot sulla scena
- Charlot in cerca di lavoro (His New Profession), regia di Charlie Chaplin (1914)
- The Baggage Smasher (1914)
- A Brand New Hero[11]
- Charlot si diverte (The Rounders), co-regia di Charlie Chaplin (1914)[11]
- Lover's Luck[11]
- Fatty's Debut[11]
- Killing Horace
- Fatty Again[11]
- Their Ups and Downs, regia di Roscoe 'Fatty' Arbuckle (1914)

- Zip, the Dodger[11]
- Lovers' Post Office[11]
- An Incompetent Hero[11]
- Fatty's Jonah Day[11]
- Fatty's Wine Party[11]
- The Sea Nymphs[11]
- Among the Mourners
- Leading Lizzie Astray [11]
- Shotguns That Kick[11]
- Fatty's Magic Pants[11]
- Fatty and Minnie He-Haw [11]

### 1915
- Mabel and Fatty's Married Life [11]
- Rum and Wall Paper
- Mabel and Fatty's Wash Day [11]
- Mabel, Fatty and the Law [11]
- Mabel and Fatty's Simple Life [11]
- Fatty and Mabel at the San Diego Exposition [11]
- Fatty's New Role [11]
- Hogan's Romance Upset
- Fatty's Reckless Fling [11]
- Fatty's Chance Acquaintance[11]
- Fatty's Faithful Fido[11]
- That Little Band of Gold[11]
- Wished on Mabel
- When Love Took Wings[11]
- Mabel's Wilful Way
- Miss Fatty's Seaside Lovers[11]
- Fatty's Plucky Pup[11]
- The Little Teacher
- Fatty's Tintype Tangle[11]
- Fickle Fatty's Fall[11]
- A Village Scandal[11]
- Fatty and the Broadway Stars[11]
- Mabel and Fatty Viewing the World's Fair at San Francisco[11]

### 1916
- Fatty and Mabel Adrift[11]
- He Did and He Didn't[11]
- Bright Lights[11]
- His Wife's Mistakes[11]
- The Other Man
- The Waiters' Ball[11]
- A Creampuff Romance[11]

### 1917
- Fatty macellaio (The Butcher Boy)[11]
- A Reckless Romeo[11]
- The Rough House[11]
- La sua notte di nozze (His Wedding Night)[11]
- The Late Lamented, regia di Harry Williams (1917)
- Oh Doctor![11]
- Coney Island[11]
- A Country Hero, regia di Roscoe 'Fatty' Arbuckle (1917)

### 1918
- A Scrap of Paper[11]
- Out West[11]
- The bell boy[11]
- Chiaro di luna (Moonshine)[11]
- Buonanotte, infermiera (Good Night, Nurse!)[11]
- The Cook[11]
- The Sheriff[11]

### 1919
- Camping Out (1919)[11]
- The Pullman Porter[11]
- Love[11]
- The Bank Clerk[11]
- A Desert Hero[11]
- Back Stage[11]
- The Hayseed[11]
- The Garage[11]

### 1920
- The Round-Up, regia di George Melford (1920)
- Life of the Party

### 1921
- Leap Year[11]
- Fatty e i suoi milioni (Brewster's Millions)
- The Dollar-a-Year Man
- Traveling Salesman, regia di Joseph Henabery (1921)
- Gasoline Gus
- Crazy to Marry, regia di James Cruze (1921)

### 1922-1933
- The Fast Freight, regia di James Cruze (1922)
- Hollywood, regia di James Cruze (1923)
- Notte nuziale (A Sainted Devil) (1924)
- Io e la vacca (Go West) (1925)
- Listen Lena (1927)
- The Back Page (1931) [11]
- Hey, Pop! (1932)
- In the Dough (1932)
- Buzzin' Around (1933)
- How've You Bean? (1933)
- Close Relations (1933)
- Tomalio (1933)

### 1915-1916
- Mabel and Fatty Viewing the World's Fair at San Francisco (1915)
- Mabel, Fatty and the Law (1915)
- The Moonshiners (1916)

### 1922
- Special Delivery

### 1924
- Stupid, But Brave

### 1925
- The Iron Mule
- Curses!
- The Tourist
- The Movies
- Cleaning Up
- The Fighting Dude

### 1926
- My Stars
- Home Cured
- Fool's Luck
- His Private Life
- One Sunday Morning

### 1927
- The Red Mill (1927)
- Peaceful Oscar
- Il postino (Special Delivery)

### 1930
- Si Si Senor
- Won by a Neck
- Up a Tree

### 1931
- Three Hollywood Girls
- Marriage Rows
- Pete and Repeat
- Ex-Plumber
- Crashing Hollywood (1931)
- Windy Riley Goes Hollywood
- The Lure of Hollywood
- That's My Line
- Honeymoon Trio
- Up Pops the Duke
- Beach Pajamas (1931)
- Take 'em and Shake 'em
- That's My Meat
- One Quiet Night
- Queenie of Hollywood
- Once a Hero
- The Tamale Vendor
- Idle Roomers
- Smart Work

### 1932
- It's a Cinch
- Moonlight and Cactus (1932)
- Keep Laughing
- Anybody's Goat
- Bridge Wives
- Hollywood Luck
- Hollywood Lights
- Gigolettes
- Niagara Falls

### Film o documentari dove appare Roscoe Arbuckle
- The Casting Couch, regia di John Sealey - video con filmati di repertorio (1995)

### Cortometraggi con Buster Keaton
Film di due bobine, della durata tra i 15 e i 20 minuti della Comique Foil Corp. interpretati da Keaton e scritti e diretti da Roscoe "Fatty" Arbuckle, tranne ove indicato:
- Fatty macellaio (The Butcher Boy) (aprile 1917)
- A Reckless Romeo (maggio 1917)
- La casa tempestosa (The Rough House) (giugno 1917), scritto e diretto da Buster Keaton
- Le nozze di Fatty (His Wedding Night) (agosto 1917)
- Oh, dottore (Oh? Doctor!) (settembre 1917)
- Fatty alla festa (Coney Island) (ottobre 1917)
- A Country Hero, regia di Roscoe 'Fatty' Arbuckle (1917)
- Nel West (Out West) (gennaio 1918)
- Il fattorino (The Bell Boy) (marzo 1918)
- Chiaro di luna (Moonshine) (maggio 1918)
- Buonanotte, infermiera (Goodnight, Nurse) (luglio 1918)
- Il cuoco (The Cook) (settembre 1918)
- Fatty attore (Backstage) (settembre 1919)
- Il rustico (The Hayseed) (ottobre 1919)
- Il garage (The Garage) (dicembre 1919)